# McLaren MP4-29
De McLaren MP4-29 is een Formule 1-auto, die in 2014 werd gebruikt door het Formule 1-team van McLaren.

## Onthulling
De auto werd in Woking op 24 januari 2014 als eerste Formule 1-auto van 2014 officieel onthuld. De auto werd bestuurd door voormalig wereldkampioen Jenson Button en rookie Kevin Magnussen, regerend kampioen in de Formule Renault 3.5 Series.
Red Bull RB10 ·
Mercedes F1 W05 ·
Ferrari F14 T ·
Lotus E22 ·
McLaren MP4-29 ·
Force India VJM07 ·
Sauber C33 ·
Toro Rosso STR9 ·
Williams FW36 ·
Marussia MR03 ·
Caterham CT05